# Sternocanthus acrobeles
Sternocanthus acrobeles là một loài bọ cánh cứng thuộc họ Noteridae. Loài này được Guignot mô tả khoa học đầu tiên năm 1953.